# Frenke (Fluss)
Die Frenke ist ein linker Nebenfluss der Ergolz im Schweizer Kanton Basel-Landschaft. Bis zur Einmündung der Hinteren Frenke wird der Fluss auch Vordere Frenke genannt. Der Fluss entspringt im Faltenjura und durchfliesst in etwa nordnordwestlicher Richtung das Waldenburgertal. Die Frenke ist 18,7 km lang.

## Name
In der ersten schriftlichen Erwähnung wird der Fluss Frenchina (1145) genannt.  Der Name leitet sich vom germanischen Wort *franka- für 'mutig, rasch' ab und nimmt Bezug auf die Schnelligkeit des Wassers. Die Frenke ist eine der wenigen deutschen oder germanischen Flussbezeichnungen in der Deutschen Schweiz.

## Geographie

### Verlauf
Die Frenke entspringt am Bilsteinberg auf dem Gemeindegebiet von Langenbruck und fliesst rasch zur Passstrasse des Oberen Hauenstein, welcher schon von den Römern genutzt wurde. Danach fliesst sie der Passstrasse entlang durch das mittelalterliche Städtchen Waldenburg, wo sich die Endstation der Waldenburgerbahn befindet.
Sie durchfliesst dann weiter die Dörfer Oberdorf, Niederdorf, Hölstein und Bubendorf, wo von links die Hintere Frenke einmündet. Nach weiterem Verlauf nach Norden mündet sie schliesslich in Liestal in die Ergolz.

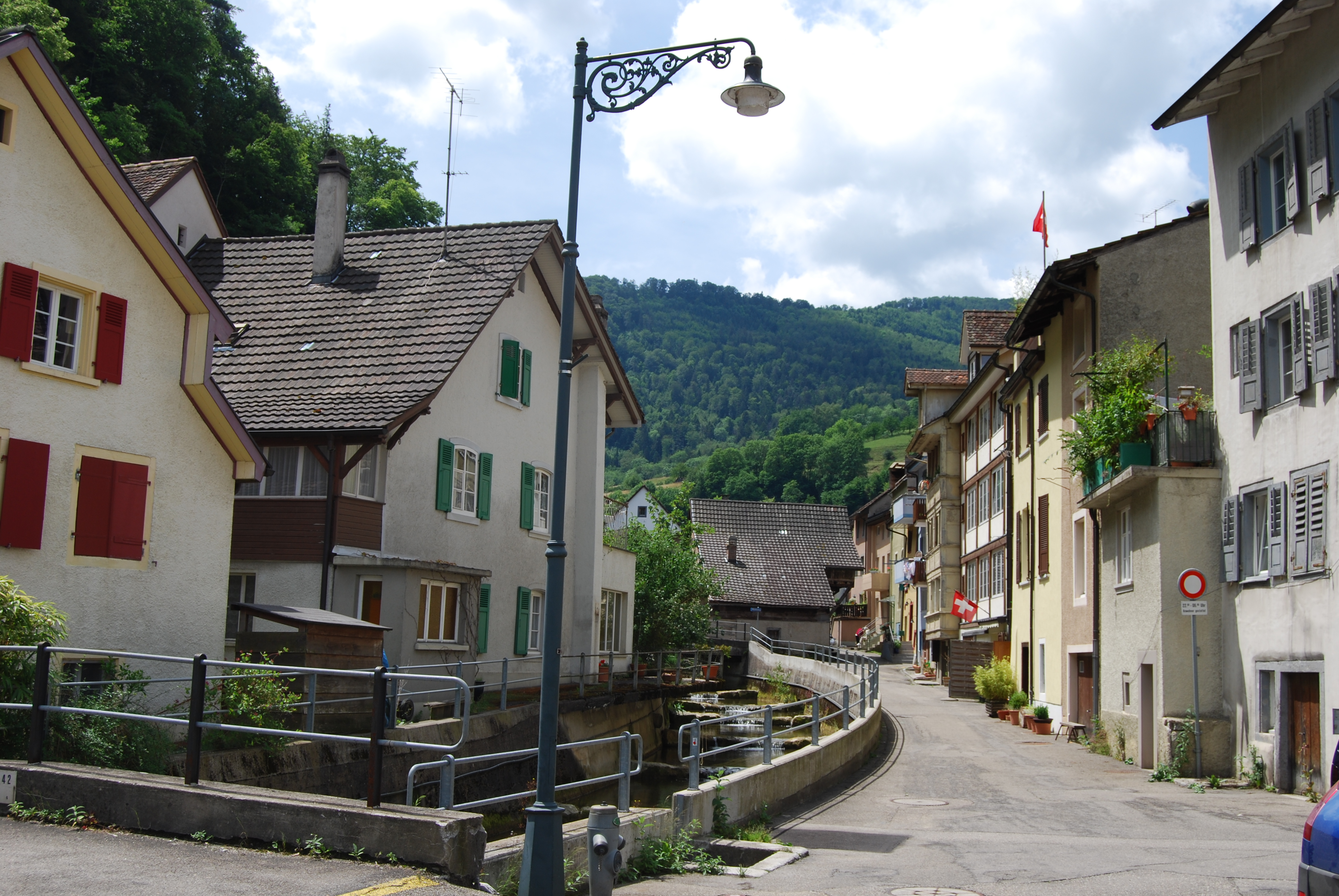
Vordere Frenke bei Waldenburg
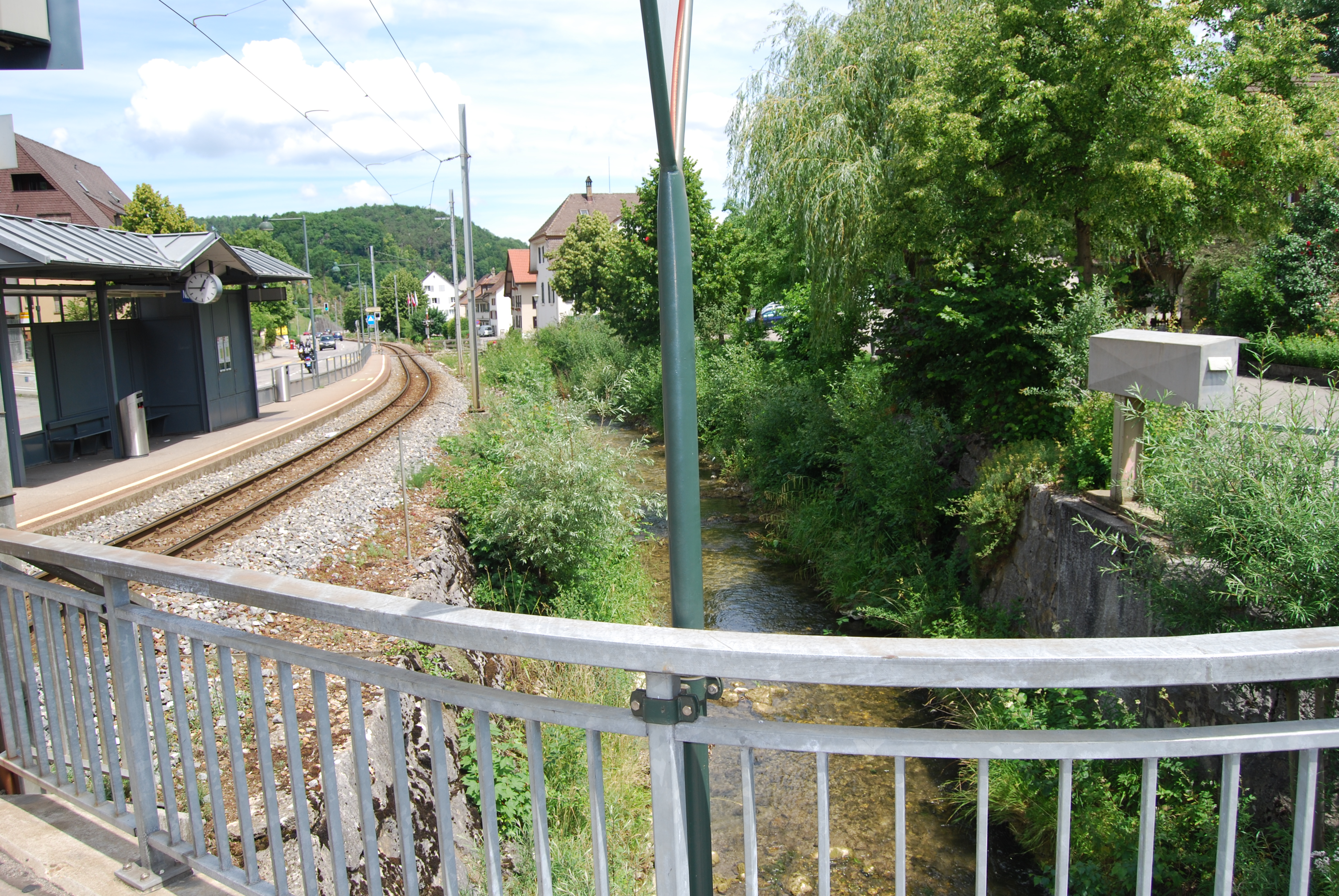
Niederdorf
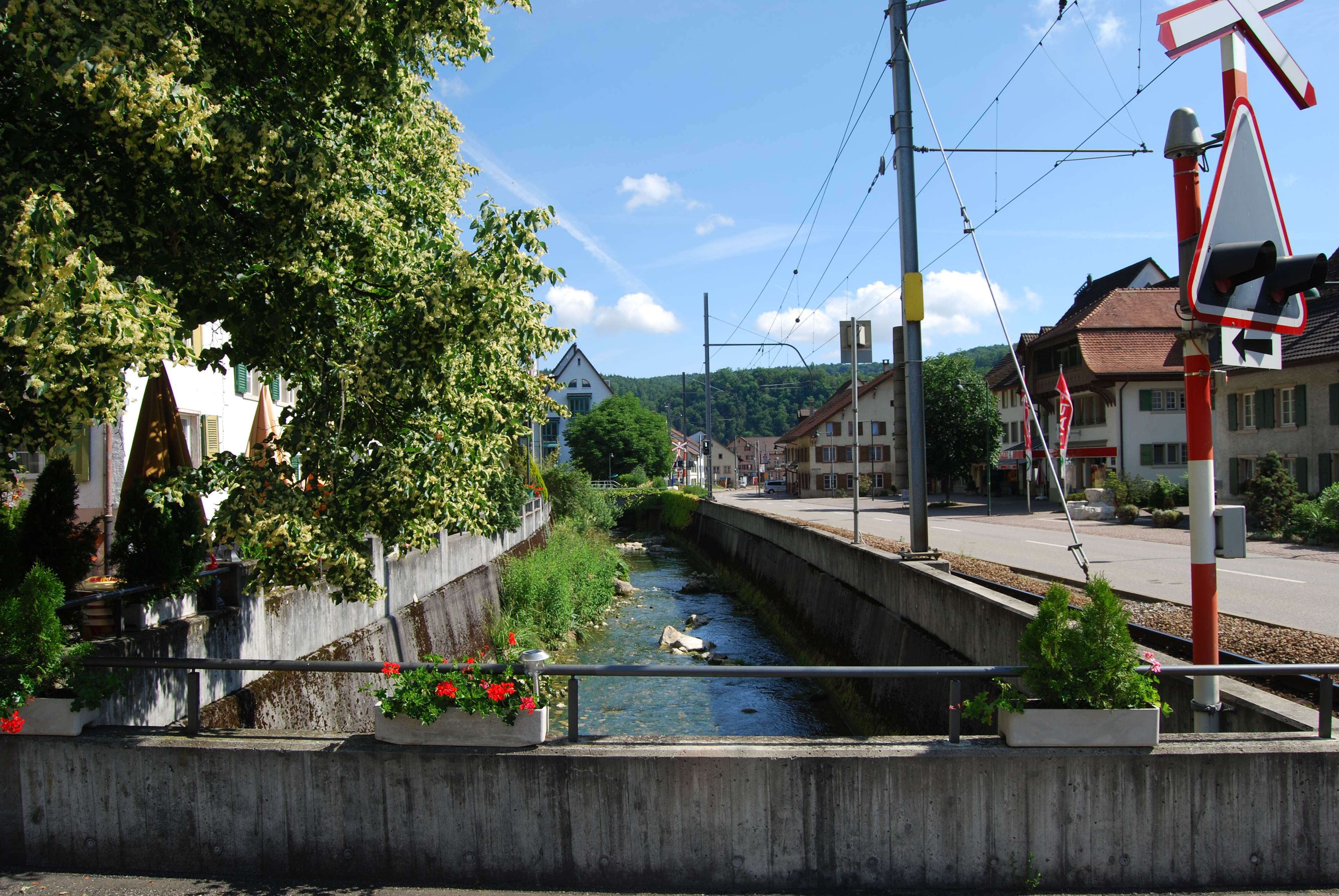
Hölstein

### Nebenflüsse
- Weigistbach, von links in Oberdorf
- Bennwilerbach, von rechts in Hölstein
- Talbächli, von links nach Hölstein
- Hintere Frenke, von links bei Bubendorf

## Nutzung
Das Textilunternehmen Hanro baute einen Kanal neben der Frenke in Liestal, um Strom zu gewinnen.